# Boophis fayi
Boophis fayi Köhler et al., 2011 è una rana della famiglia Mantellidae, endemica del Madagascar.